# Лаона (переписна місцевість, Вісконсин)
Лаона (англ. Laona) — переписна місцевість (CDP) в США, в окрузі Форест штату Вісконсин. Населення — 519 осіб (2020).

## Географія
Лаона розташована за координатами 45°33′35″ пн. ш. 88°40′11″ зх. д. / 45.55972° пн. ш. 88.66972° зх. д. (45.559680, -88.669656).  За даними Бюро перепису населення США в 2010 році переписна місцевість мала площу 5,04 км², уся площа — суходіл.

## Демографія
Згідно з переписом 2010 року, у переписній місцевості мешкали 583 особи в 245 домогосподарствах у складі 157 родин. Густота населення становила 116 осіб/км².  Було 294 помешкання (58/км²).
Расовий склад населення:
| - 96,2 % — білих - 1,5 % — корінних американців - 0,3 % — чорних або афроамериканців - 0,2 % — вихідців з тихоокеанських островів |

До двох чи більше рас належало 1,5 %. Частка іспаномовних становила 0,9 % від усіх жителів.
За віковим діапазоном населення розподілялося таким чином: 24,7 % — особи молодші 18 років, 58,7 % — особи у віці 18—64 років, 16,6 % — особи у віці 65 років та старші. Медіана віку мешканця становила 40,1 року. На 100 осіб жіночої статі у переписній місцевості припадало 102,4 чоловіків;  на 100 жінок у віці від 18 років та старших — 107,1 чоловіків також старших 18 років.
Середній дохід на одне домашнє господарство  становив 40 683 долари США (медіана — 33 438), а середній дохід на одну сім'ю — 52 687 доларів (медіана — 55 000). Медіана доходів становила 40 536 доларів для чоловіків та 35 000 доларів для жінок. За межею бідності перебувало 20,5 % осіб, у тому числі 11,4 % дітей у віці до 18 років та 14,1 % осіб у віці 65 років та старших.
Цивільне працевлаштоване населення становило 164 особи. Основні галузі зайнятості: освіта, охорона здоров'я та соціальна допомога — 21,3 %, виробництво — 14,0 %, мистецтво, розваги та відпочинок — 13,4 %.